# Libia na Letnich Igrzyskach Olimpijskich Młodzieży 2010
Libia na Letnich Igrzyskach Olimpijskich Młodzieży w Singapurze w 2010 reprezentowało 7 sportowców w 7 dyscyplinach.

## Skład kadry

### Lekkoatletyka
- Entisar Shushan

### Jeździectwo
- Abduladim Mlitan

### Judo
- Anis Shalabi

### Strzelectwo
- Majduleen Milud

### Pływanie
- Sofyan Elgadi
  - 100m st. motylkowym chłopców - 29 miejsce (59.07)
  - 200m st. motylkowym chłopców - 21 miejsce (2:21.66)

### Taekwondo
- Taha Madnini

### Podnoszenie ciężarów
- Maraj Tubal